# Ilha Livingston

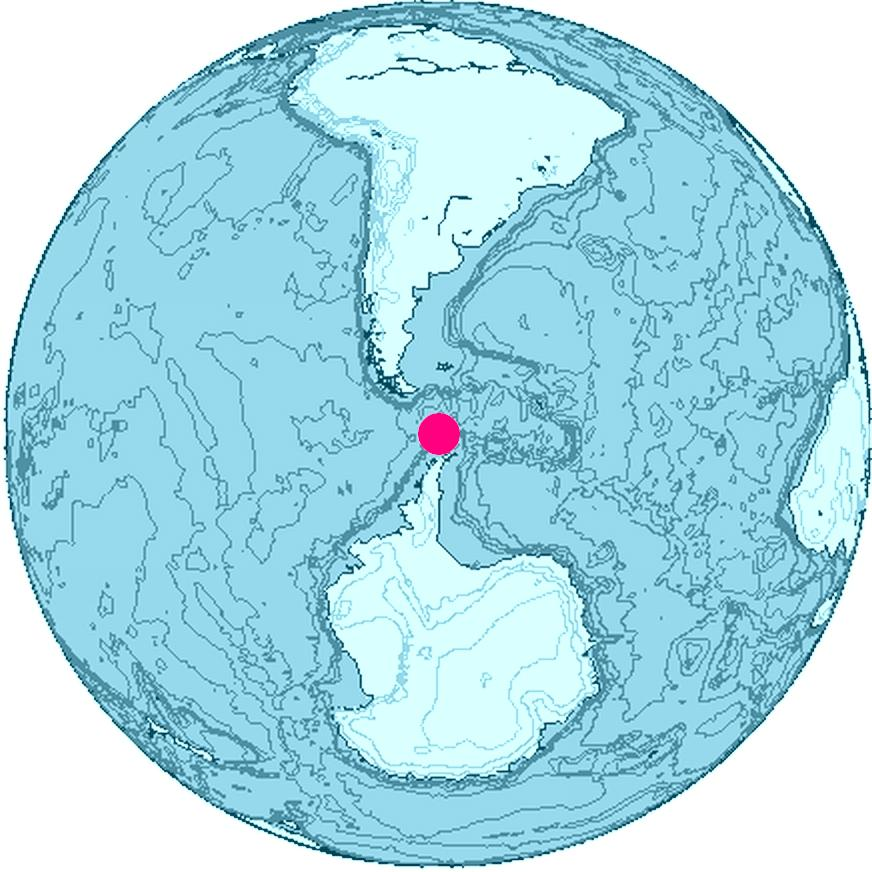
Posição da ilha

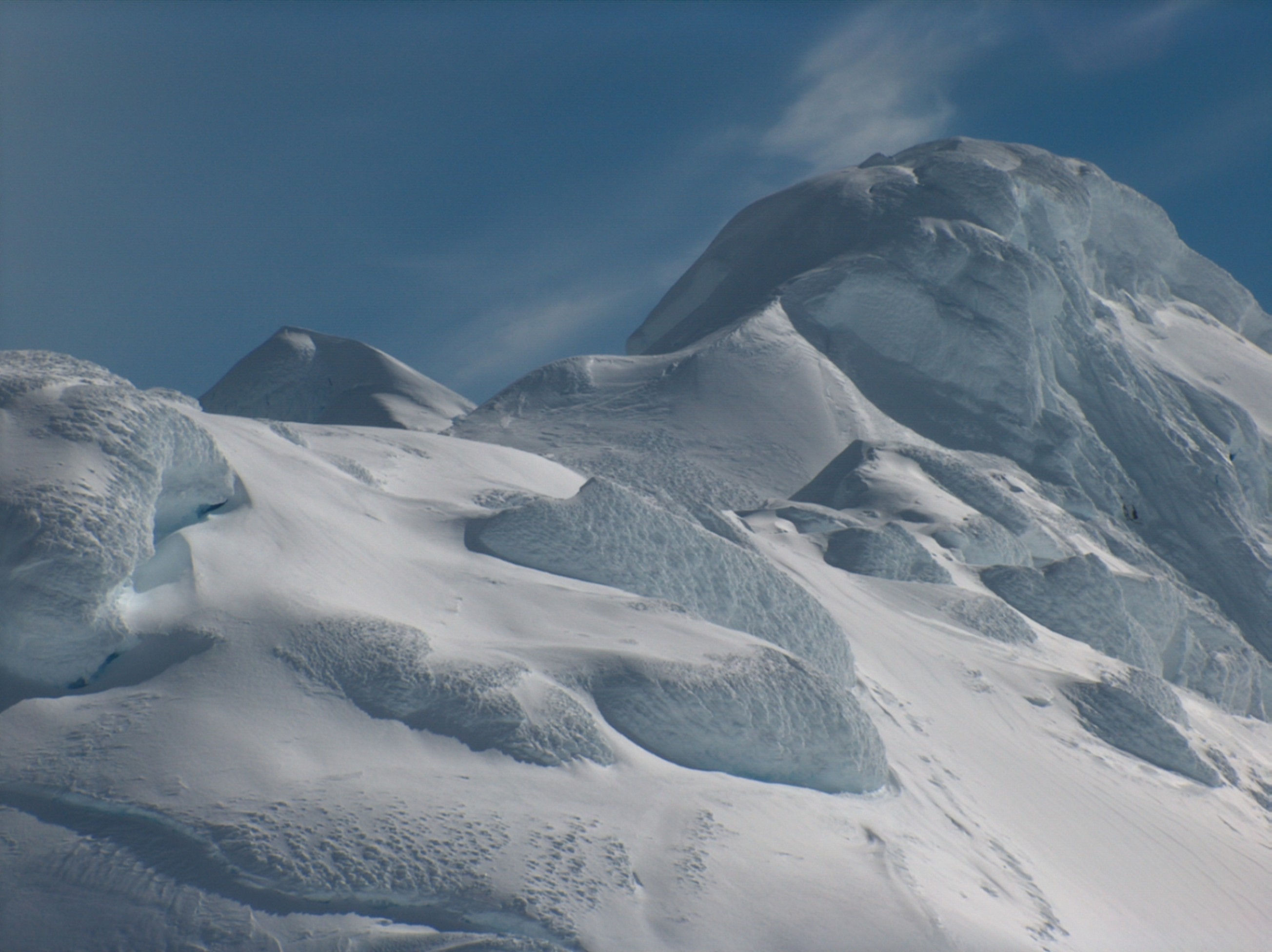
Monte Friesland

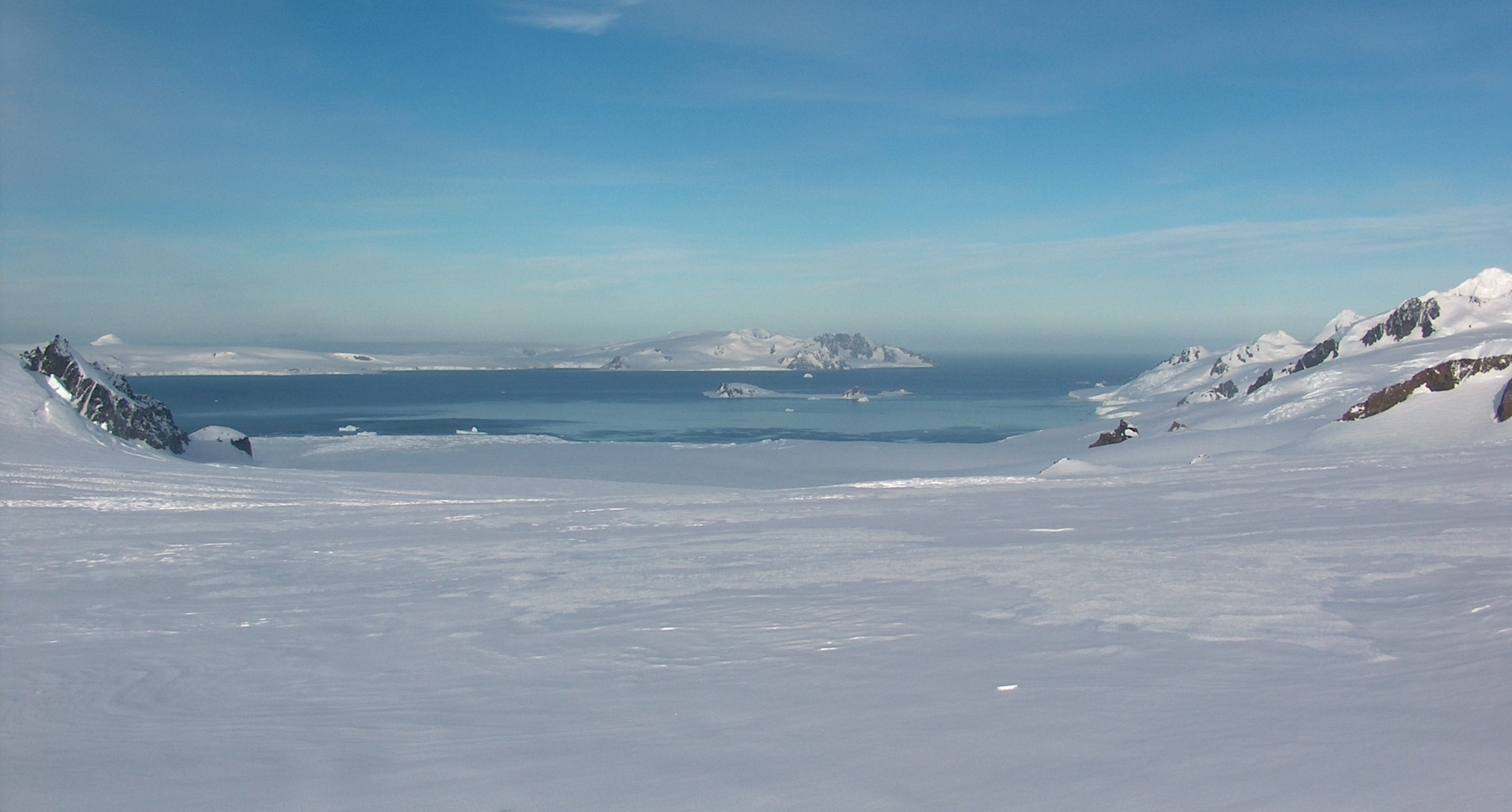
Geleira Huron e estreito de McFarlane com as ilhas Meia Lua e Greenwich

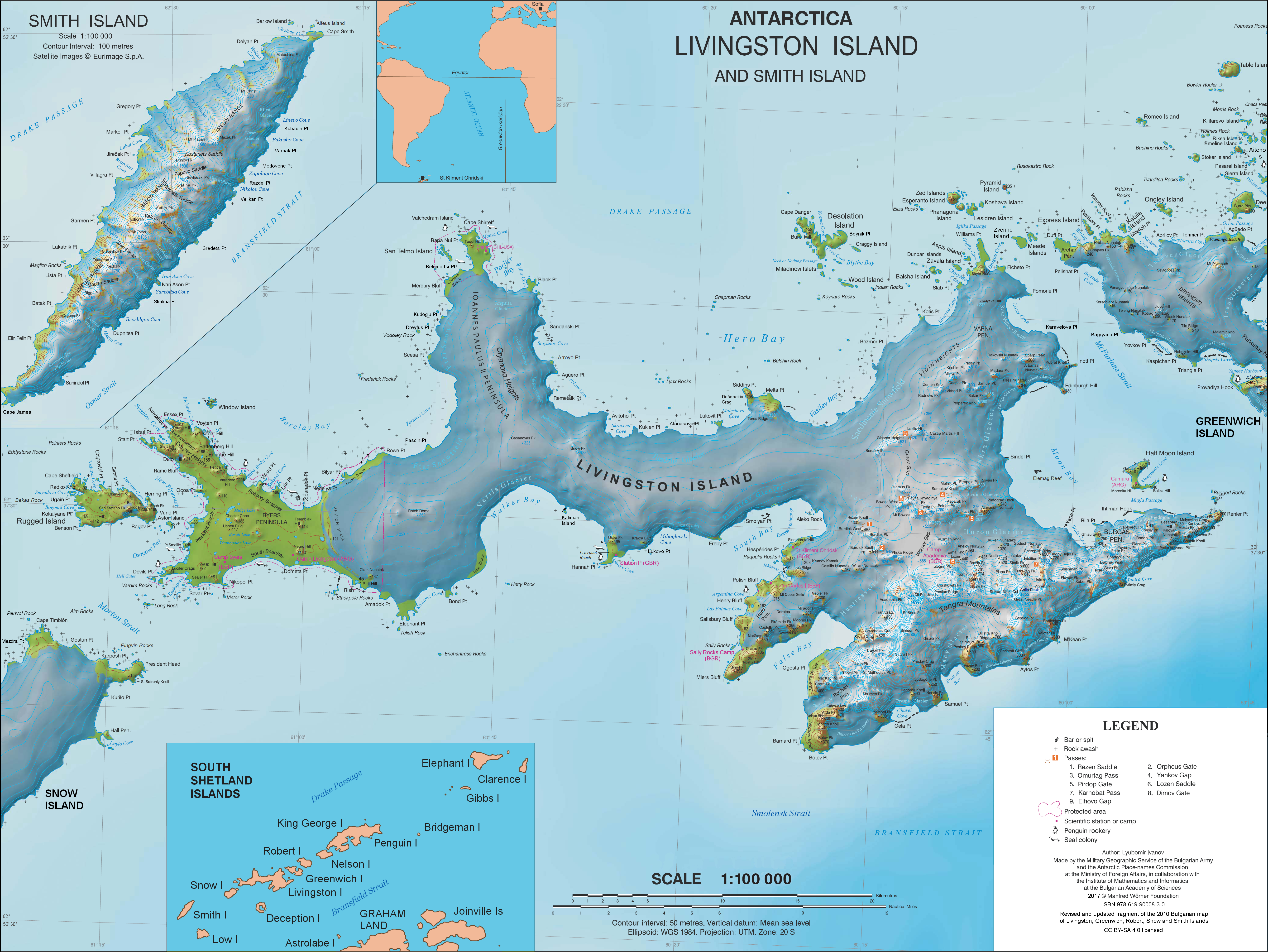
Mapa das ilhas de Livingston e de Smith

A Ilha Livingston (62°36'S, 60°30'O) é a segunda maior das Ilhas Shetland do Sul, Antárctica.  A ilha tem um comprimento de 73 km no sentido leste-oeste, uma área de 974 km², e está situada no Oceano Antártico entre a Passagem de Drake e o Estreito de Bransfield, 110 km a noroeste da Península Antárctica e 830 km a sul-sueste do Cabo de Hornos.
A formação principal da ilha, a Montanha de Tangra na região sudeste, tem um comprimento de 30 km e uma altitude de 1700 m.  A maior parte da ilha Livingston está coberta de uma geleira, que forma a linha de costa em muitos sectores. O clima é antárctico marítimo.  As temperaturas são relativamente constantes e raramente excedem 3 °C no verão, nem caem abaixo de –11 °C no inverno.  No entanto, a ilha é famosa por o seu mau tempo, que é altamente variável, ventoso, húmido e não ensolarado.
A ilha Livingston foi descoberta pelo inglês William Smith a 19 de Fevereiro de 1819 e durante os anos seguintes tornou-se um centro de exploração dos recursos vivos marinhos. Ainda se encontram em Livingston restos de cabanas, embarcações e outros artefactos dos caçadores de focas norteamericanos e ingleses do século XIX, possuindo assim a maior concentração de lugares históricos da Antárctica, a seguir à Geórgia do Sul).
A ilha é governada sob o regime do Tratado da Antártida. As bases científicas Juan Carlos I (Espanha) e São Clemente de Ohrid (Bulgária), construídas na Baía Sul em 1988, e a pequena base de Cabo Shirreff (Chile e Estados Unidos da América) funciona desde 1991.  Há duas áreas naturais protegidas sobre a ilha, a Península Byers e o Cabo Shirreff.  O Ponto Hannah sobre o litoral sul de Livingston e a Ilha Meia Lua perto do litoral oriental, estão entre os destinos mais populares do turismo antárctico, visitados frequentemente por navios de cruzeiro.

## Mapas
- (em inglês) L.L. Ivanov et al, Antártica: Ilha Livingston e Ilha Greenwich, Ilhas Shetland do Sul (De Estreito Inglês a Estreito Morton, com ilustrações e distribuição da geleira)  Mapa topográfico de escala 1:100000, Comissão Búlgara para os Topônimos Antárticos, Sofia, 2005
- (em inglês) L.L. Ivanov. Antarctica: Livingston Island and Smith Island. Scale 1:100000 topographic map. Manfred Wörner Foundation, 2017. ISBN 978-619-90008-3-0

## Relações externas
- «Comissão Búlgara para os Topônimos Antárticos» (em inglês)
- «Base antárctica espanhola Juan Carlos I». (em castelhano)
- «Área natural protegida de Península Byers» (em inglês)
- «Área natural protegida de Cabo Shirreff». (em inglês)
- Ivanov, L. General Geography and History of Livingston Island. In: Bulgarian Antarctic Research: A Synthesis. Eds. C. Pimpirev and N. Chipev. Sofia: St. Kliment Ohridski University Press, 2015. pp. 17-28. ISBN 978-954-07-3939-7
- Ivanov, L.L. Livingston Island: Tangra Mountains, Komini Peak, west slope new rock route; Lyaskovets Peak, first ascent; Zograf Peak, first ascent; Vidin Heights, Melnik Peak, Melnik Ridge, first ascent. The American Alpine Journal, 2005. pp. 312-315.
- Gildea, D. Mountaineering in Antarctica: complete guide: Travel guide. Primento and Editions Nevicata, 2015. ISBN 978-2-51103-136-0